# キラ (クイーンズランド)
キラ, Kirra は、クイーンズランド州ゴールドコーストの海岸沿いの地域。
南端の小さな岩の突端（キラ・ポイント）を境にクーランガッタと接する、世界最初のサーフスポットの一つ。